# Coccus viridis
Coccus viridis és una espècie d'insecte hemípter de la família Coccidae. És una plaga que afecta a les fulles, fruits o brots d'espècies d'interès comercial en les fases de creixement, floració, producció de fruits o post-collita. Viuen en països tropicals i subtropicals.

## Hostes primaris
Coccus viridis ataca Citrus, Artocarpus, Camellia sinensis, Coffea, Coffea arabica, Manihot esculenta, Mangifera indica, Psidium guajava, Theobroma cacao.
Les fulles es tornen pringoses o com carbonitzades, atreuen formigues. La nimfa és oval i groga i només es coneixen femelles que se situen en la nervació central del revés i són verds amb taques negres.
Dipositen més de 500 ous que es desclouen en hores, les larves es queden sota la mare i després d'uns dies van al revés foliar, a brots o fruits. Tenen tres estats nimfals i el temps de generació depèn del mitjà. Les formigues que visiten la planta poden protegir-les de depredadors.

## Control
Es pot recórrer al control químic, però és millor l'ús de depredadors o de vegades del fong Cephalosporium lecanii en l'estació humida.